# 尼古拉·斯科布林

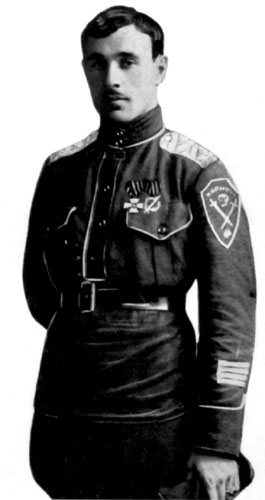
尼古拉·斯科布林

尼古拉·弗拉基米洛维奇·斯科布林（俄语：Никола́й Влади́мирович Ско́блин，1893年6月9日—1937年或1938年？），俄罗斯帝国以及白军军人、少将，后来成为苏联、德国双重间谍。他以诱拐白军领袖叶夫根尼·米勒案件而知名。
1918年至1920年俄国内战期间，斯科布林在白军将领拉夫尔·科尔尼洛夫麾下作为一名骑兵军官参战，以勇猛和残忍著称。被斯克布林的手下俘虏的红军战士不是被立即绞死就是被立即枪决。在一次对红军的突袭中，斯科布林抓获了未来成为他妻子的娜杰日达·普列维茨卡娅，当时娜杰日达以一个犯错误的布尔什维克的身份为红军战士们唱歌。斯科布林当即被她吸引，在娜杰日达的影响下成为了契卡的秘密成员，后来成为苏联内务人民委员部的秘密特工。
俄国内战结束后，夫妻二人移民巴黎，公开身份是反共的白俄侨民。他迅速成为反苏组织“俄罗斯全军联盟”的一名领袖，该组织试图推翻苏联政权、拥戴罗曼诺夫王朝复辟。斯科布林成为该组织主席叶夫根尼·米勒的密友。
1935年2月，白俄报纸《最新新闻》刊登一系列文章，指控斯科布林是一个苏联间谍，内容来源是一名在柏林工作的苏联格鲁乌特工。斯科布林被“俄罗斯全军联盟”的法庭控告，但证据不足而免于问罪。
此后，斯科布林同时为苏联的内务人民委员部和纳粹德国的盖世太保服务，成为双重间谍。奉莱因哈德·海德里希的命令，斯科布林参与捏造了“红军内部假信件”，对苏联元帅米哈伊尔·图哈切夫斯基进行诬陷，引发后来苏联对红军高层清洗的图哈切夫斯基案件。
1937年，斯科布林诡称邀请叶夫根尼·米勒前往与德国情报机关“阿勃维尔”的特工会面，实际两名特工为内务人民委员部特工假冒。米勒被迷昏并绑架到苏联。